# Giuseppe Sotgiu
Giuseppe Sotgiu (Olbia, 9 aprile 1902 – Roma, 18 maggio 1980) è stato un avvocato, giurista e politico italiano.

## Biografia

### L'ambiente familiare antifascista
Figlio di Antonio Sotgiu, che fu sindaco socialista di Olbia tra il 1906 e il 1910, e fratello maggiore di Girolamo Sotgiu, esponente regionale di rilievo del PCI sardo, Giuseppe Sotgiu si trasferì a Roma, ove risiedette per il resto della sua vita, per frequentare le scuole superiori. Nel dicembre 1922, ad Olbia, il padre fu costretto ad ingerire l'olio di ricino, da parte di squadracce fasciste, appositamente giunte da Civitavecchia.
Durante il periodo fascista, Giuseppe si dedicò esclusivamente alla professione forense e alla pubblicazione di testi giuridici. Nel 1945, fu nominato alla Consulta Nazionale; alle elezioni per l'Assemblea Costituente, si candidò nelle liste del Partito Democratico del Lavoro, senza essere eletto. Nello stesso anno, insieme a Mario Berlinguer era stato uno dei fondatori della rivista Sardegna. Rivista di studi regionali. Tra il 1947 e il 1950 fu Presidente della Commissione giuridica dell'ACI. Nel 1949 Sotgiu fu iniziato nella loggia massonica romana Lira e spada, affiliata al Grande Oriente d'Italia e divenne maestro massone nel 1952.

### I primi successi professionali e politici
Avvocato penalista, Giuseppe Sotgiu salì per la prima volta all'onore delle cronache nel 1949, al processo intentato dal deputato comunista Edoardo D'Onofrio contro gli estensori di un libello ove il querelante era stato dipinto come aguzzino dei prigionieri italiani in Unione Sovietica. Pur concludendosi con l'assoluzione dei denunciati, al processo rifulse particolarmente l'oratoria di Sotgiu, avvocato della parte civile, che svolse in favore della tesi del querelante una requisitoria che durò due intere sedute e durante la quale aprì sul tavolo una grossa valigia di cuoio, piena zeppa di libri, opuscoli e fascicoli dai quali poi, trasse citazioni, ricordi storici ed esemplificazioni.
Nel 1952, Sotgiu si presentò alle prime elezioni della provincia di Roma del dopoguerra, nelle liste del Partito Comunista. Dopo essere stato eletto consigliere provinciale, il 23 giugno 1952, fu anche eletto, dal nuovo Consiglio, Presidente della Provincia di Roma. Due anni dopo (1954), fu eletto presidente nazionale dell'UISP - Unione Italiana Sport Popolari.

### Lo scandalo
Contemporaneamente, Giuseppe Sotgiu proseguì nella professione forense e salì alla ribalta delle cronache nel cosiddetto "caso Montesi". Wilma Montesi era una giovane ventunenne, alta e di bell'aspetto, trovata morta sulla spiaggia tra Capocotta (Roma) e Torvaianica, l'11 aprile 1953, in circostanze mai completamente chiarite. Il suo caso fu subito preda delle prime pagine dei giornali. Sotgiu intervenne una prima volta nella vicenda, in qualità di avvocato del giornalista Marco Cesarini Sforza che, sulle pagine del giornale comunista Vie nuove, aveva indicato in Piero Piccioni, figlio del vice segretario della Democrazia Cristiana dell'epoca Attilio Piccioni, uno dei personaggi coinvolti. A seguito della querela proposta dal Piccioni, Sotgiu si accordò con la controparte e convinse il suo cliente a ritrattare, dietro versamento di una semplice ammenda.
Successivamente Piero Piccioni fu richiamato in causa da Silvano Muto, redattore del periodico Attualità, con accuse molto più gravi e circostanziate. Sotgiu scese in campo a difendere Muto nel processo per diffamazione intentato a quest'ultimo nel marzo 1954, ma questa volta utilizzò una linea molto meno accomodante; con arringhe furiose, da paladino della moralizzazione, inventò un termine che avrebbe fatto fortuna nelle cronache giudiziarie: "capocottari", per indicare coloro che frequentavano gli equivoci ambienti della tenuta di Capocotta, ove – secondo il suo cliente – era stato consumato il delitto Montesi. Fu un autogoal.
Mentre Sotgiu tuonava contro il vizio, la questura romana indagava su un'altra misteriosa morte, avvenuta il 23 marzo 1954, di tale "Pupa" Montorsi, entraineuse in una casa d'appuntamenti romana. Le indagini appurarono che tra i frequentatori dell'ospitale dimora, c'era anche l'avvocato Sotgiu, in compagnia di sua moglie. Si venne inoltre a sapere che la consorte dell'avvocato era solita intrattenersi con un prestante giovanotto minorenne, che altre volte si "esibiva" con la Montorsi stessa, mentre Sotgiu si limitava ad assistere. Fu uno scandalo nello scandalo. Successivamente il gigolò rilasciò un'intervista ad un popolare settimanale, in cui confessava d'aver preso parte a numerosi incontri di tale tipo, accettati in cambio di una promessa di lavoro.
I coniugi vennero denunciati per "istigazione alla prostituzione e favoreggiamento". Sotgiu fu costretto ad interrompere la carriera politica, dimettendosi da presidente della provincia di Roma e, nonostante il proscioglimento, avvenuto due anni dopo, a interrompere anche quella professionale per alcuni anni.

### Il caso Bebawi: Sotgiu principe del foro
Se lo scandalo Montesi riempì le colonne dei giornali negli anni cinquanta, nel decennio successivo fu il caso Bebawi a occupare le cronache romane.
Il 18 gennaio 1964, in un appartamento di via Lazio, in Roma, fu scoperto il corpo di Farouk Chourbagi, ucciso a colpi di pistola e poi sfregiato al volto con il vetriolo. Dopo due giorni di indagini, furono arrestati dall'Interpol due coniugi egiziani: Claire Ghobrial e Yussef Bebawi, fuggiti ad Atene subito dopo il fatto. Sin dal momento del loro arresto, i due ammisero la relazione sentimentale fra Claire e Farouk, e la loro presenza a Roma il giorno del delitto. Ma, a parte questo, le loro confessioni risultarono inconciliabili, in quanto i coniugi si accusavano reciprocamente del delitto. Avvenuta l'estradizione, cominciò il processo.
Sotgiu fece parte del collegio di difesa, in sostituzione di Giovanni Leone, presto dimessosi, e insieme a Giuliano Vassalli. La linea difensiva fu abbastanza chiara: i due imputati proseguirono nel gioco delle reciproche accuse, giostrando con abilità, suggestione e destrezza, per rendere impossibile stabilire il vero o il falso, senza tradirsi mai, né avere attimi di smarrimento; così facendo, suscitarono continui dubbi nella Corte, sulla consistenza delle prove a loro carico.
Tale linea ebbe successo: dopo due anni di dibattimento e circa trenta ore di camera di consiglio, gli imputati furono assolti in primo grado per insufficienza di prove (una formula attualmente depennata dal codice di procedura penale), non riuscendo i giudici a stabilire con certezza chi dei due avesse commesso il delitto, o se i due avessero agito di comune accordo. Anche il pubblico presente in aula applaudì il verdetto.
Non si può oggettivamente affermare se la linea difensiva vincente sia nata dalla mente dei due coniugi o da quella dei difensori; tuttavia l'opinione pubblica ne attribuì il merito quasi esclusivamente a Giuseppe Sotgiu, che, dopo l'assoluzione, era subito apparso, in fotografia, nelle prime pagine dei giornali, sorridente insieme all'imputata, che gli stringeva calorosamente la mano.
Va detto inoltre che, due anni più tardi – Sotgiu assente, la Corte d'appello condannò entrambi gli imputati, in contumacia, a ventidue anni ciascuno. Il penalista olbiese era uscito dalla vicenda con l'aura di "Principe del foro".

### Il rientro in politica: Sotgiu sindaco di Olbia
Nel 1970, Giuseppe Sotgiu si presentò alle elezioni comunali della sua città natale, nelle liste del PSI. Fu un altro successo: dopo alcuni decenni, la sinistra tornò al potere nella città gallurese, e Sotgiu fu eletto sindaco, così come suo padre sessantaquattro anni prima. Data la risicata maggioranza, tuttavia, le difficoltà di governo furono notevoli. Inoltre, all'interno del Partito Socialista erano forti le pressioni miranti a sostituire la giunta al potere con una di centrosinistra PSI-DC, speculare a quella esistente all'epoca a livello regionale e nazionale. Dopo appena un anno di lavoro, nell'agosto del 1971, la Giunta si dimise.
Successivamente fu attuato un accordo con la DC, e nel 1972 Sotgiu fu rieletto sindaco, sostenuto da una maggioranza di centro-sinistra. La tenuta dell'alleanza, tuttavia, risultò nuovamente debole e la giunta Sotgiu bis fu costretta alle dimissioni nel gennaio del 1973.

### L'assoluzione di Lorenzo Bozano
Gli anni settanta portarono a Sotgiu un nuovo grande successo sul piano professionale. Il 6 maggio 1971 scomparve da Genova una ricca e graziosa ragazzina di nemmeno quattordici anni: Milena Sutter, figlia di un industriale svizzero della cera. Due testimoni dichiararono di aver visto tale Lorenzo Bozano, un ragazzo benestante con alcuni precedenti, davanti alla scuola privata della ragazza. Altre persone avevano notato Bozano anche davanti alla villa dei Sutter, con la sua spider rossa. Il giovane finì in carcere, con a carico i soli indizi testimoniali, ed alcuni appunti interpretati come pro-memoria per un possibile rapimento trovati nella sua camera d'affitto, ma senza una prova ben precisa. Bozano venne inizialmente rilasciato dagli inquirenti, che speravano in un suo errore dopo il rilascio. Quattordici giorni dopo il mare restituì il corpo della povera ragazza appesantito da una cintura di piombo da sub. L'autopsia stabilì che la ragazza era stata uccisa per strangolamento non più tardi di un'ora dopo il suo rapimento. Bozano, appassionato di immersione subacquea, fu rinviato a giudizio.
Al processo, che si tenne due anni dopo, il “biondino” si presentò con un collegio di difesa guidato da Giuseppe Sotgiu, il quale studiò una difesa volta a presentare l'imputato come un detenuto modello ed una vittima dei disagi familiari e, grazie ad un'arringa molto efficace, instillò pietà per Bozano che dopo oltre venti ore di camera di consiglio venne assolto per insufficienza di prove. Nel processo di appello, tenutosi nel maggio 1976, Bozano commise un errore decisivo: revocò il mandato all'avvocato Sotgiu, non riconoscendogli il merito di averlo fatto assolvere, venendo condannato all'ergastolo.

### Abilità oratoria
Nonostante l'enorme popolarità acquisita, Sotgiu, negli ultimi anni di vita, si ritirò completamente dalla vita politica.
L'avvocato Nino Marazzita, che iniziò la professione proprio nello studio dell'avvocato Sotgiu e all'epoca del processo Bebawi, lo ricorda ancora con ammirazione e affetto: "Sotgiu... era una volpe, di un'astuzia incredibile... era una persona che, per me, rappresenta una specie di riferimento di come si fa l'avvocato, per l'astuzia, per la capacità di insinuarsi in qualunque errore dell'accusa. Queste erano le grandi doti di Sotgiu. Poi la dialettica. Lui aveva una voce non molto gradevole. Dopo tre minuti che Sotgiu parlava ci si dimenticava il tono della voce perché si restava affascinati dagli argomenti che proponeva a fiume, una spietata logica di conseguenzialità di argomenti. Insomma, affascinava".
È scomparso a Roma, all'età di 78 anni, nel 1980.

## Opere
- Sebastiano Satta: avvocato e poeta di Sardegna, Roma, Stab. tip. Parise, 1933.
- La revisione dei giudicati penali, Roma, Istituto editoriale moderno, 1933.
- L'esecuzione penale: Vol. I. Parte generale, Roma, Libreria Ulpiano, 1935.
- La libertà di stampa, Roma, Edizioni del Pensiero Giuridico Penale, 1943.
- Lineamenti del processo penale italiano, Roma, Edizioni del Pensiero giuridico penale, 1944.
- Studi di diritto e procedura penale, Roma, Edizioni del pensiero giuridico penale, 1944.
- Le guarentigie giudiziarie del cittadino nelle carte dei diritti, Roma, Pensiero giuridico penale, 1944.
- Sommario di diritto e procedura penale inglese, Roma, Ercoli, 1944.
- La crisi socialista, Roma, Ercoli, 1945.
- Lo stato democratico, Roma, Ercoli, 1945.
- Il processo di Gesù, Roma, Da Imera, 1948.
- Il falso documentale, Roma, Croce, 1949.
- Problemi giuridici della circolazione stradale, Roma, L'editrice dell'automobile, 1949.
- Il delitto politico, Roma, Croce, 1950.
- Stato e diritto nell'Unione Sovietica, Roma, Macchia, 1950.
- La ricerca della paternità, Roma, Croce, 1951.
- Diritto automobilistico, Roma, L'editrice dell'automobile, 1952.
- Il codice della strada: (contributi alla riforma), Città di Castello, Editoriale giuridica, 1960.
- Arringhe e discorsi, Terni, Thyrus, 1961.
- L'errore giudiziario e altri scritti, Roma, CEP, 1965.